# Фисташка настоящая
Фиста́шка настоя́щая, Фиста́шковое де́рево (лат. Pistácia véra) — многоствольное дерево, нередко кустарник, вид рода Фисташка (Pistacia) семейства Сумаховые (Anacardiaceae).
Настоящая фисташка — широко известное и ценившееся ещё в древности растение, источник съедобных плодов, дубильных продуктов, смолы, древесины.

## Распространение и экология
В естественных условиях встречается по склонам гор Средней Азии (Киргизия, Таджикистан, Туркменистан, Узбекистан), на северо-востоке Ирана и на севере Афганистана. В схожих климатических условиях разводится и успешно культивируется во многих районах мира.
Первичный ареал фисташки настоящей находится в ландшафтной зоне субтропических пустынь и полупустынь и на южной окраине зоны умеренных пустынь. 
Произрастает на лёссовых, каменистых и скалистых склонах в предгорьях и низкогорьях (высоты от 400 до 2000 м над уровнем моря). Типы высотной поясности пустынно-степные. Фисташка настоящая занимает пояс субтропических ксерофильных редколесий и высоких эфемероидов. Этот пояс граничит внизу с эфемероидными пустынями, а у верхних пределов соприкасается с горными типчаковыми степями или с редколесьями можжевельника высокого и зеравшанского. Фисташке настоящей сопутствует несколько древесных видов растений: миндаль бухарский, каркас южный  и багрянник Гриффита. Травяной покров пояса состоит из житняка, ферулы, астрагала и колючей кузинии. Среди прочих трав выделяются красотой цветения дикие тюльпаны и эремурусы.
Фисташка обычно образует редколесья, в которых отдельные особи отстоят одна от другой на расстоянии от 5—10 до 50—100 м и никогда не смыкаются кронами. Площади фисташников сильно сократились под влиянием пожаров, которые скотоводы вызывали искусственно, чтобы улучшить травостой, а также из-за порубок деревьев на топливо и раскорчевки лесных насаждений под пашню.
Фисташка — ярко выраженный ксерофит, растёт в районах с континентальным климатом, характерная особенность которого — длительное жаркое лето, когда температура воздуха часто поднимается выше 40 °C, а влажность падает до 10 %. Поверхность почвы при этом нагревается выше 70 °C, и в ней совсем не остаётся доступной растениям влаги.
Фисташка светолюбива, жаро- и морозоустойчива, легко переносит морозы до −30 °C. Предпочитает плодородные, богатые известью почвы, но успешно растёт на щебнистом субстрате и на выходах известняка.

## Ботаническое описание

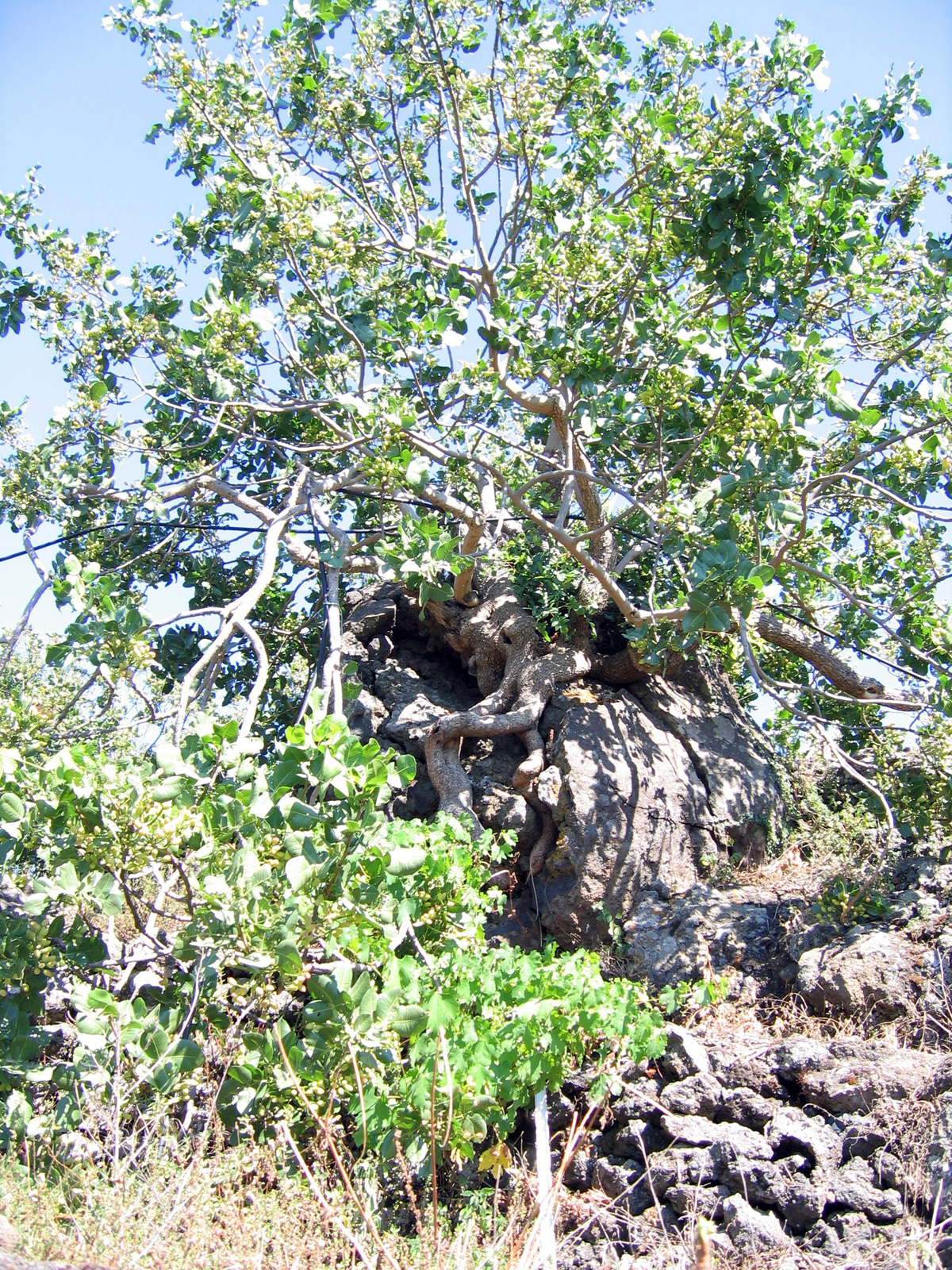
Фисташковое дерево, сорт: неаполитанский

Многоствольное дерево или кустарник высотой 3—7 (до 10) м, чаще всего с густой полушаровидной кроной. Ствол изогнутый, обычно склонённый и ребристый. Кора на старых ветвях светло-серая, беловатая; на однолетних — серо- и красновато-коричневая.
Корни уходят на 10—12 м в глубину, простираются на 20—25 м вширь.
Листья очерёдные, непарноперистосложные, обычно тройчатые, с тремя, реже с одним, пятью или семью листочками. Листочки почти сидячие, кожистые, плотные, гладкие, светло-зелёные, сверху голые, блестящие, снизу матовые, тонко опушённые или почти голые, широкоэллиптические или округло-яйцевидные, реже широколанцетные, длиной 5—11 (до 20) см, шириной 5—6 (до 12) см. Черешок тонко опушённый или почти голый, некрылатый.
Растение двудомное. Тычиночные цветки в густых, сложных, довольно широких метёлках, длиной 4—6 см; околоцветник из трёх — пяти продолговатых, плёнчатых, неравных листочков длиной 2—2,5 мм; тычинок пять — шесть, почти сидячих, с пыльниками длиной 2—3 мм. Пестичные цветки в более редких и узких метёлках, примерно такой же длины, как и тычиночные; околоцветник из трёх — пяти (до девяти) продолговатых, неравных, чуть более широких, чем у тычиночных цветков, листочков длиной 2—4 мм.
Плоды крупные (обычно в несколько раз крупнее, чем у других видов этого рода) костянки, от почти линейно-ланцетных, узко- или широкояйцевидных до почти округлых, длиной 0,8—1,5 см, шириной 0,6—0,8 см, в поперечном сечении почти круглые или неправильно овальные. Околоплодник легко отделяющийся (при созревании), кремовый, жёлто-кремовый, розовый, красноватый, тёмно-красный или тёмно-фиолетовый; внутриплодник (косточка) почти всегда с косым основанием, с одной стороны обычно тупо килеватый. Ядра семян зеленоватые, съедобные, маслянистые.
Цветёт в марте — мае. Плодоносит в июле — сентябре. Листья опадают в октябре — ноябре.
Плодоносит с семи — восьми лет, обильное плодоношение начинается с 15 лет и возрастает вплоть до 100 лет. Каждая особь плодоносит с годичным перерывом, особо урожайные годы повторяются через три — пять лет. С одного дерева можно собрать 12—15 кг плодов (колебания от 0,3 до 29 кг). В культуре с одного дерева получают до 250 кг плодов.

## Химический состав
Семядоли (ядро семян) ореха богаты жирным маслом (до 65 %), белками и углеводами. Листья содержат дубильные вещества (до 20 %), при образовании галлов (наростов, вызываемых тлями) их количество возрастает до 30—45 и даже 50 %. Из стволов фисташки при подсочке выделяется смола, из которой получают эфирное масло, содержащее пинен. В листьях около 0,01 % эфирного масла.
Жирное масло фисташки относится к категории невысыхающих высококачественных масел. В его состав входят глицериды олеиновой (54—62,8 %), линолевой (17) и ненасыщенных (20 %) кислот.

## Хозяйственное значение и применение
Семядоли плодов фисташки имеют приятный ореховый вкус, они ароматны и используются в пищу как лакомство в свежем, засоленном и поджаренном виде, а также для кондитерских изделий. Фисташковое масло приятно на вкус, но быстро становится прогорклым; применяется в колбасном производстве, парфюмерии и медицине, а также для производства лака.
Жмых идёт на корм домашнему скоту и птице. Из плодов готовят суррогат кофе.
Растение считали сильным средством против ядов животных. Семена фисташки обладают хорошим общеукрепляющим действием, их рекомендуют использовать после тяжёлых заболеваний, при значительной физической и умственной нагрузке.
Листовые галлы, известные под названием «бузгунча», содержат 30—50 % танина и пригодны для выработки технического и медицинского танина. Кроме того, из «бузгунчи» получают малиновую, синюю и чёрную краски, используемые в текстильной промышленности для окраски хлопчатобумажных, шёлковых и шерстяных тканей. С 1 га фисташников можно собрать 5—10 кг «бузгунчи».
В народной медицине семена применяли как болеутоляющее при печёночных и желудочных коликах, при анемии, как противорвотное, противокашлевое и противотуберкулёзное средство, как средство, улучшающее деятельность сердца и способствующие выработке спермы. Галлы предложены для использования как вяжущее средство.
Жирное масло используются в лакокрасочной промышленности.
При подсечке фисташка даёт смолу, используемую для приготовления высококачественных лаков. С одного дерева в период наибольшего смолоистечения (июль — август) получают свыше 40 г смолы. Подсекают обычно старые мужские экземпляры, так как эта операция вредит дереву.
Древесина фисташки относится к наиболее плотным и крепким и высоко ценится в столярном деле, особенно для инкрустаций; обладает высокой теплотворной способностью.
Фисташники имеют важное почвозащитное и противоэрозионное значение, служат кормовыми угодьями для промысловых животных.

## Классификация
Вид Фисташка настоящая входит в род Фисташка (Pistacia) семейства Сумаховые (Anacardiaceae) порядка Сапиндоцветные (Sapindales).
|  |                                      |  |                                                             |                                                             |                     |  | ещё 8 семейств (согласно Системе APG II) | ещё 8 семейств (согласно Системе APG II) |                        |  |  |  | ещё около 20 видов |
|  |                                      |  |                                                             |                                                             |                     |  | ещё 8 семейств (согласно Системе APG II) | ещё 8 семейств (согласно Системе APG II) |                        |  |  |  | ещё около 20 видов |
|  |                                      |  |                                                             | порядок Сапиндоцветные                                      |                     |  |                                          |                                          | род Фисташка           |  |  |  |                    |
|  |                                      |  |                                                             | порядок Сапиндоцветные                                      |                     |  |                                          |                                          | род Фисташка           |  |  |  |                    |
|  | отдел Цветковые, или Покрытосеменные |  |                                                             |                                                             | семейство Сумаховые |  |                                          |                                          | вид Фисташка настоящая |  |  |  |                    |
|  | отдел Цветковые, или Покрытосеменные |  |                                                             |                                                             | семейство Сумаховые |  |                                          |                                          |                        |  |  |  |                    |
|  |                                      |  | ещё 44 порядка цветковых растений (согласно Системе APG II) | ещё 44 порядка цветковых растений (согласно Системе APG II) |                     |  |                                          | ещё 81 род                               | ещё 81 род             |  |  |  |                    |
|  |                                      |  |                                                             | ещё 44 порядка цветковых растений (согласно Системе APG II) |                     |  |                                          |                                          | ещё 81 род             |  |  |  |                    |

## Галерея
| |  |  |  |
| Слева направо: фисташковая роща и собранные плоды, орехи, очищенные орехи (ядра), хлеб с фисташками |  |  |  |